# Dreams (The Cats)
Dreams is een nummer van The Cats. Het is de afsluiter van het album Signed by The Cats (1972) en heeft een lengte van 6:35 minuten. Het is een dromerig liefdeslied dat werd geschreven door Piet Veerman.
Het nummer verscheen op zeven verzamelalbums, waaronder op Alle 40 goed (2010) en Collected (2014). Het nummer is een klassieker gebleken. In 2013 kwam het in de Volendammer Top 1000 terecht, een eenmalige all-timelijst die in 2013 door luisteraars van 17 Noord-Hollandse radio- en tv-stations werd samengesteld.